# Capital físico
Em geral capital físico é uma referência a qualquer ativo não humano, feito por humanos e utilizado na produção. Frequentemente, este termo é utilizado num sentido que é uma combinação relativamente ambígua dos termos capital de infra-estrutura e capital natural que, por sua vez, são formas de capital econômico. O “capital físico” caracteriza-se pelas artes de pesca, as embarcações, os motores, os equipamentos de tratamento do peixe, as arcas isotérmicas, os locais de armazenagem, os cais e os molhes, os locais de desembarque, os centros e fornos de fumagem, os aparelhos para fazer gelo, etc. [carece de fontes?]
Geralmente, a teoria tradicional via o capital como itens físicos, ferramentas, construções e veículos que são usados no processo de produção. Outros economistas vislumbraram formas mais amplas de capital. Por exemplo, o investimento em conhecimento e educação pode ser visto como a construção do "capital humano". [carece de fontes?]
Algumas teorias utilizam os termos capital intelectual e capital do conhecimento que levam à certas questões e controvérsias. Em geral, o capital intelectual é aquele que produz um novo "direito sobre propriedade intelectual"(A real questão que causa as controvérsias e que na verdade não existe propriedade sobre intelecto pois propriedade só pode ser alegada a partir da premissa de que enquanto um e possuidor o outro não, podendo sim haver vários donos mas não das mesmas partes, portanto uma pessoa ter determinada ideia não incapacita de outra também ter). Porém, qualquer um pode obter propriedade intelectual patentiando o trabalho de outro. [carece de fontes?]
As classificações do capital que foram usadas em várias teorias econômicas incluem:
- Capital financeiro, que representa obrigações, é liquidado comercialmente como dinheiro e é de propriedade de entidades legais. É uma forma de título de posse comercializado em mercados financeiros. O seu valor não é baseado na acumulação de dinheiro investido, mas na percepção do mercado nos ganhos futuros e no risco embutido. [carece de fontes?]
- Capital natural é inerente a sistemas ecológicos e protegido por comunidades para suportar a vida, com por exemplo, um rio que fornece água às fazendas. [carece de fontes?]
- Capital de infra-estrutura é o sistema não natural de suporte às atividades humanas (por exemplo, vestimenta, moradias, estradas, computadores) que minimizam a necessidade por seguridade social, instrução e recursos naturais. (Como a maioria deste capital é manufaturado, ele remete ao antigo termo capital manufaturado, mas alguns destes bens surgem da interação com o capital natural, portanto faz mais sentido descrevê-lo nos termos do processo de apreciação/depreciação, em contraposição à sua origem: muito do capital natural cresce enquanto o capital de infraetrutura deve ser construído e instalado.) [carece de fontes?]
- Capital humano surge do investimento em educação e conhecimento. A teoria do desenvolvimento humano reconhece que ele é composto de elementos relacionados a aspectos sociais e criativos. [carece de fontes?]

o Capital social é o valor dos relacionamentos de confiança entre os indivíduos e a economia. [carece de fontes?]
o Capital individual é inerente às pessoas e protegido por sociedades. [carece de fontes?]
Apesar de ainda ser possível calcular a ideia de capital humano do ponto de vista macro economico como salário, ele é raramente (ou simplesmente não é) é usado no planejamenteo do investimento. O capital humano, é visto de maneiras diferentes por aqueles que acreditam que ele é fruto do investimento ou por aqueles que acreditam que ele é vítima da exploração. [carece de fontes?]
Obras diversas descreveram os termos capital natural e social capital. Estes termos refletem um consenso que a natureza e sociedade funcionam de maneira similar. Em particular, eles podem ser utilizados na produção de outros bens, não são consumidos durante o processo de produção e podem ser melhorados (senão criados) pelo esforço humano. [carece de fontes?]
Também existe literatura sobre o capital intelectual e a propriedade intelectual. Porém, cada vez mais se diferencia o significado de capital de investimento dos instrumentos para recuperação de direitos de patente, copyright e trademark. [carece de fontes?]